# العباس بن الوليد بن عبد الملك
العباس بن الوليد بن عبد الملك بن مروان بن الحكم. أحد أمراء ورجال بني أمية.

## نسبه
العباس بن الوليد بن عبد الملك بن مروان بن الحكم بن أبي العاص بن أمية بن عبد شمس بن عبد مناف بن قصي بن كلاب بن مرة بن كعب بن لؤي بن غالب بن فهر بن مالك بن النضر بن كنانة بن خزيمة بن مدركة بن إلياس بن مضر بن نزار بن معد بن عدنان.

## سيرته
كان العباس من أكبر ولد الوليد بن عبد الملك، ولكنه كان من جارية ليست حرة وكان عادة خلفاء بني أمية أنهم لا يولون الخلافة لابن جارية.
كان في مقدمة جيش مسلمة بن عبد الملك في معركة العقر التي ثار فيها يزيد بن المهلب على يزيد بن عبد الملك وكان العباس بن الوليد من فرسان ورجال بني أمية وكان يشبه عمه مسلمة بن عبد الملك بالشجاعة والصبر في الحرب وقيادة الجيوش.
حيث إن العباس غزا بلاد الروم في عهد أبيه وعهد من أتى بعده من الخلفاء وفتح معاقل وحصون كثيرة في بلاد الروم وشارك في حصار القسطنطينية مع عمه مسلمة بن عبد الملك في خلافة سليمان بن عبد الملك.
وعندما ثار أخوه يزيد بن الوليد على ابن عمه الخليفة الوليد بن يزيد اعترض عليهم العباس بن الوليد وفضل اجتناب الحرب بين بني أمية.
وكان العباس بن الوليد شاعرا له في زوجته أم سعيد من حفيدات عثمان بن عفان لما طلقها فندم وقال :

## وفاته
توفي العباس بن الوليد عام (130هـ/ 749م) في سجن مروان بن محمد في حران بعدما أصابه وباء في السجن ومات معه إبراهيم الإمام وعبد الله بن عمر بن عبد العزيز وكانوا في حبس مروان بن محمد
وكان مروان قد سجن وقتل عدداً من أبناء الوليد بن عبد الملك وهشام بن عبد الملك.

## وصلات خارجية
- نبذه - العباس بن الوليد
- العباس بن الوليد